# 豊原区 (台中市)

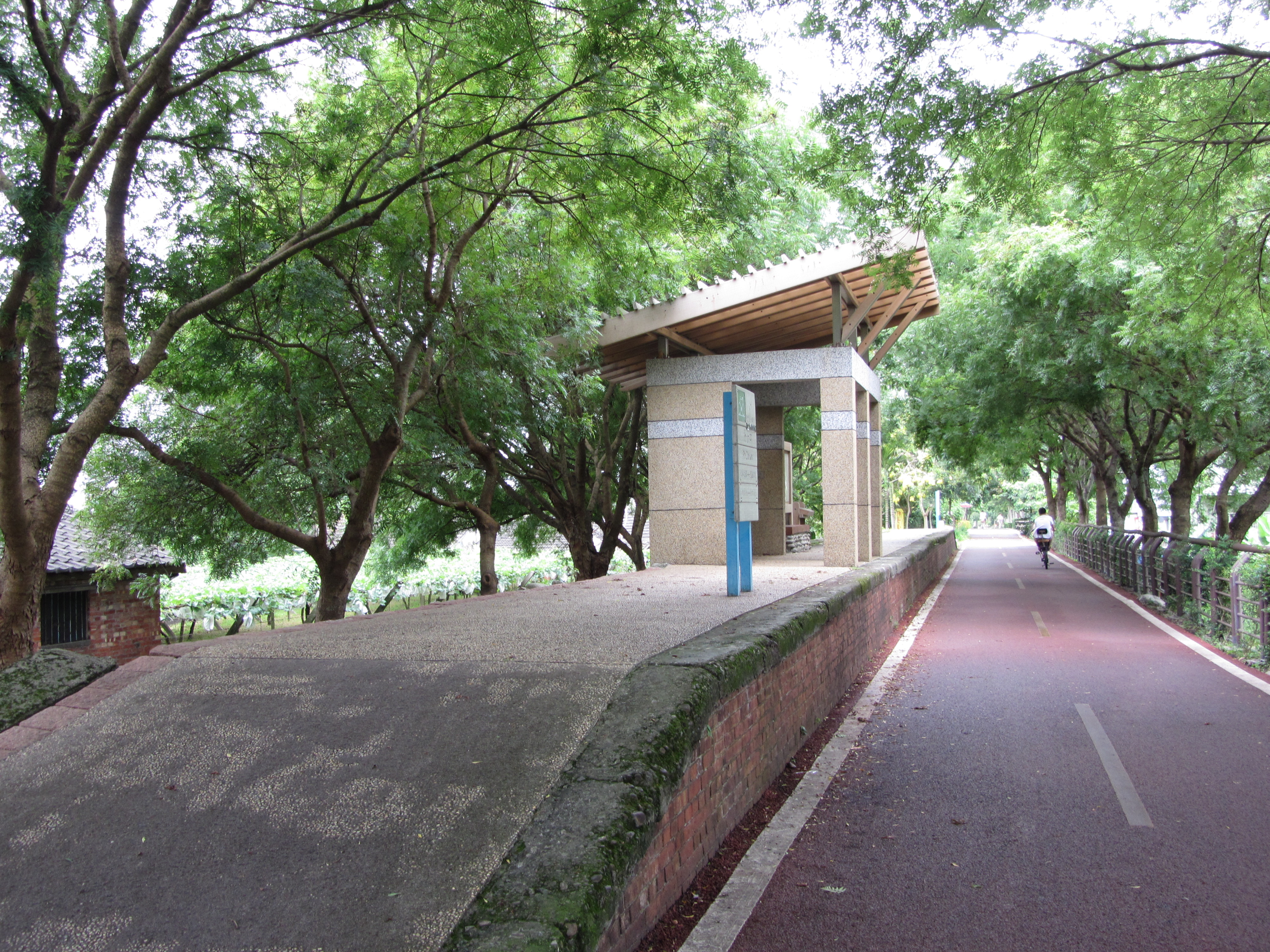
旧朴口駅遺跡と東豊自転車緑廊（旧東勢線廃線跡）

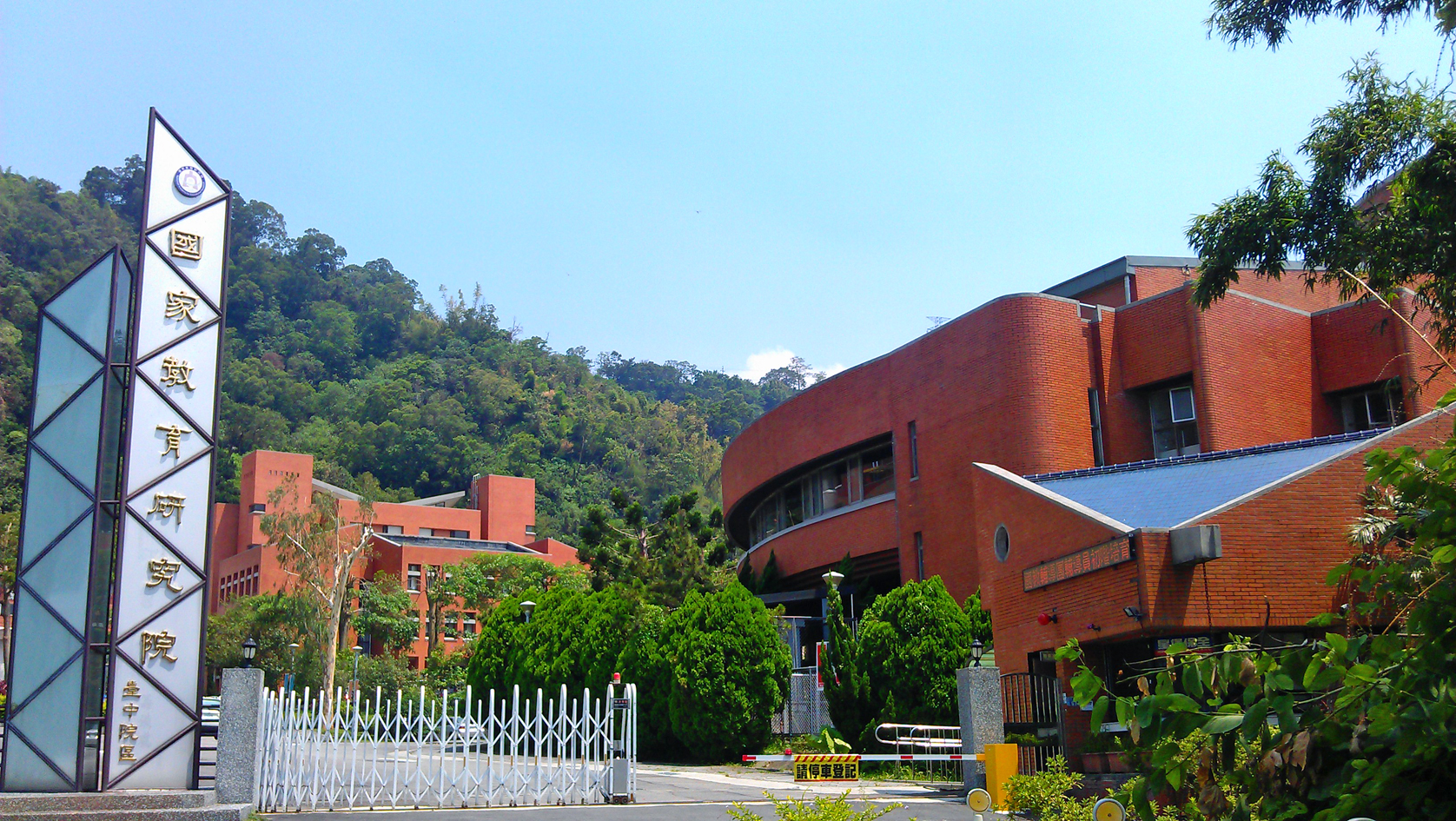
国家教育研究院台中院区

豊原区（フォンユエン/ほうげん/とよはら-く）は、台中市の市轄区。台中市政府陽明大楼の所在地でもある。

## 歴史
豊原の旧名は「葫蘆墩」（ころとん）であり、その地名の由来は史料によれば、清代初の康熙年間、草木が繁茂する荒野を先住民が「松柏の林」という意味で「泰耶爾墩」と称し、「葫蘆墩」は「泰耶爾墩」の音訳であると言われている。また別説では「墩腳」と下南，坑有の3地区に小丘があり、形状が葫蘆に似ていた事から命名されたという説もある。1684年、台湾に1府3県が設置された際、豊原は諸羅県に帰属することとなった。
1733年、張達京と岸裡社平埔族土官潘墩仔が清朝のこの地の開墾許可を獲得し、福建漳州、泉州よりの入植を推進し、この地に集落を形成するに至った。1886年になると葫蘆墩に撿衙門が設置され、豊原地区に初めて官が設置された。続いて東上堡保甲局（聯保局）も葫蘆墩街に移され、それまで地区の中心であった岸裡大社に替わって中心地となるに至った。その後巡府劉銘伝が台湾を訪問した際に、豊原の土地が肥沃であり、物産が豊富であることから「富春郷」と命名され、また水質が良好な上、美人が多いことから「小蘇州」とも称された。
豊原の開発は岸裡社を起点に行われた。当初は原住民である平埔族「拍宰海」（PAZEH或いはPAZZEHE）族群の拠点であり、域内に葫蘆墩（FULUTON）、崎仔脚（岐仔下とも）、烏牛欄（AURAN）、翁仔（BARLAEON）、樸仔籬（POALY或いはABOUAN POALY）などの小社が形成され、麻薯屯を中心として「岸裡社」（RAHO DO PURU）に帰属していた。
日本による統治が始まると台中県が設置され、現在の豊原、潭子、大雅、神岡、社口を範囲とする「豊原郡」が設置され、「豊原」の地名が誕生した。また、「葫蘆墩駅」が設置されるなど、豊原は台湾中部の交通の要衝としての地位を占めるようになったばかりか、1912年、台湾製麻株式会社が設立され南嵩里及び田心里一帯にタバコと黄麻が栽培されたり、1915年からは八仙山林場で材木の伐採が開始されると、豊原は木材の集積地であるばかりか重要な加工拠点となり、工業面でも大いに発展を見ることとなり、現在の経済構造の基礎を築いた。
1920年に「コロトン米を以て知らるゝ米產地なるを以て、其吉祥に因んで」内地風の豊原（とよはら）と改称され現在の名称が誕生した。
1935年4月21日に発生した新竹・台中地震では、建物のほとんどが倒壊し多くの死者を出している。
台湾の中華民国への編入後の1950年10月21日、台中県が設置されて豊原は県政府所在地として発展し、1976年に県轄市に昇格した。2010年12月25日の台中県市合併、直轄市昇格に伴い豊原区と改称されて現在に至る。

## 経済
豊原区で過去に主要産業とされていた稲作、木材、木材加工、漆工芸品、製麻紡織、タバコ、製鞋などは経済構造の変化により衰退し、現在では主に機械産業と果物栽培が中心となっている。

## 行政区
| 里 |
| --- |
| 三村里、大湳里、下街里、中山里、中陽里、中興里、北湳里、北陽里、田心里、民生里、民安里、西湳里、西勢里、朴子里、圳寮里、社皮里、東湳里、東陽里、東勢里、南田里、南村里、南嵩里、南陽里、翁子里、翁社里、翁明里、頂街里、陽明里、富春里、葫芦里、豊田里、豊西里、豊圳里、豊原里、豊栄里、鎌村里 |

## 歴代区長
| 代 | 氏名                                                   | 任期 |
| -- | ------------------------------------------------------ | ---- |
| 1  | 廖忠雄(妻は日本人)                                     |      |
| 2  | 張榮燦                                                 |      |
| 3  | 王阿脾                                                 |      |
| 4  | 廖了以 (父は廖忠雄、母は日本人。現 中華民国内政部部長) |      |

## 教育

### 高級中学
- 台中市立豊原高級中学
- 台中市立豊原商業高校

### 国民中学
- 台中市立豊原国民中学
- 台中市立豊東国民中学
- 台中市立豊南国民中学
- 台中市立豊陽国民小学

### 国民小学
| - 台中市豊原区豊原国民小学 - 台中市豊原区瑞穂国民小学 - 台中市豊原区翁子国民小学 - 台中市豊原区南陽国民小学 - 台中市豊原区富春国民小学 - 台中市豊原区合作国民小学 | - 台中市豊原区豊田国民小学 - 台中市豊原区豊村国民小学 - 台中市豊原区葫蘆墩国民小学 |

## 交通

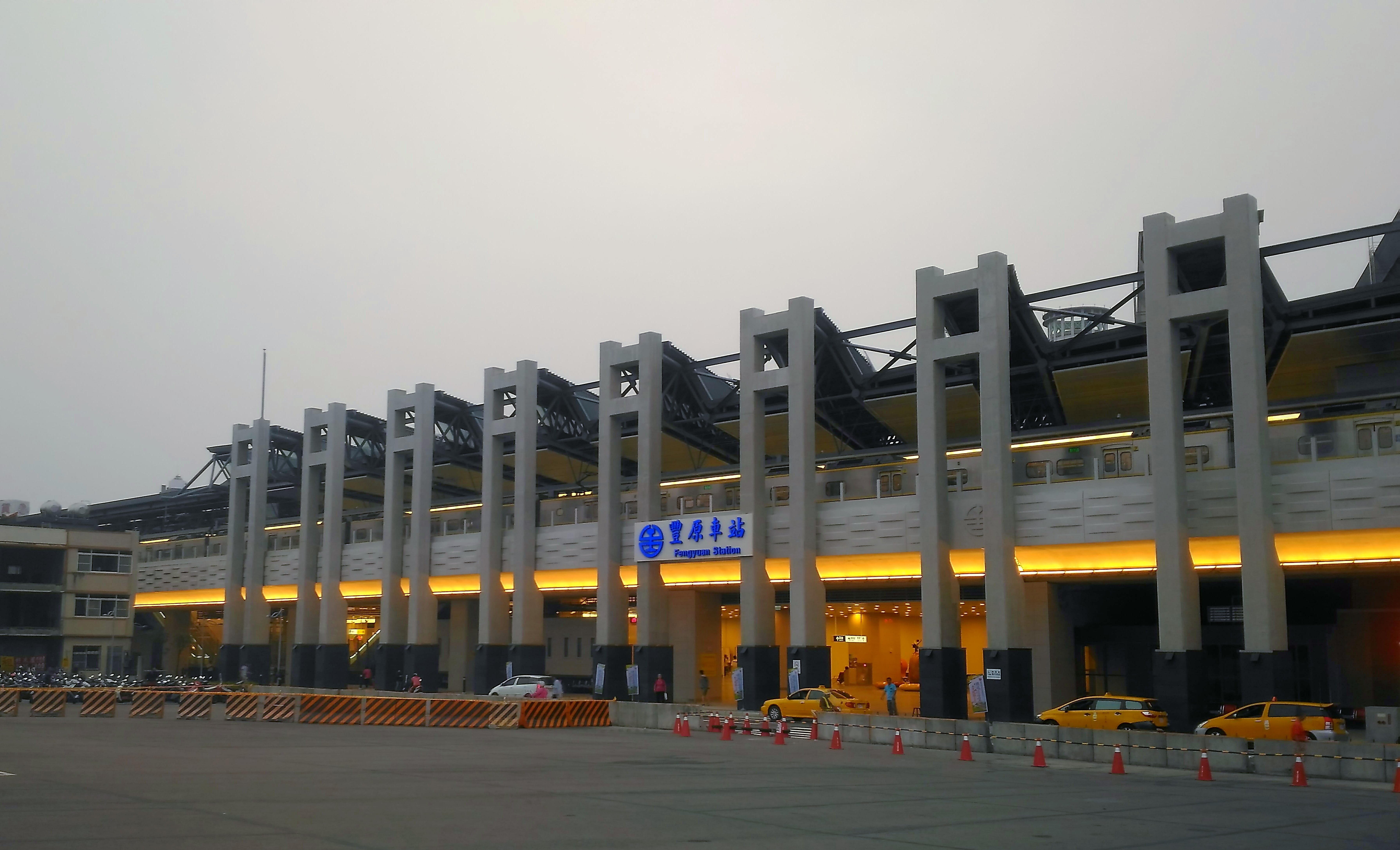
豊原駅

| 種別     | 路線名称           | その他                          |
| -------- | ------------------ | ------------------------------- |
| 鉄道     | 台中線             | 豊原駅                          |
| 高速道路 | 中山高速道路       | 豊原IC 台中JCT                  |
| 高速道路 | 2号高速道路        | 中港JCT                         |
| 高速道路 | 中二高速道路中環線 | 後里IC 豊原端IC 台中JCT 中港JCT |
| 省道     | 台13甲線           |                                 |

## 観光

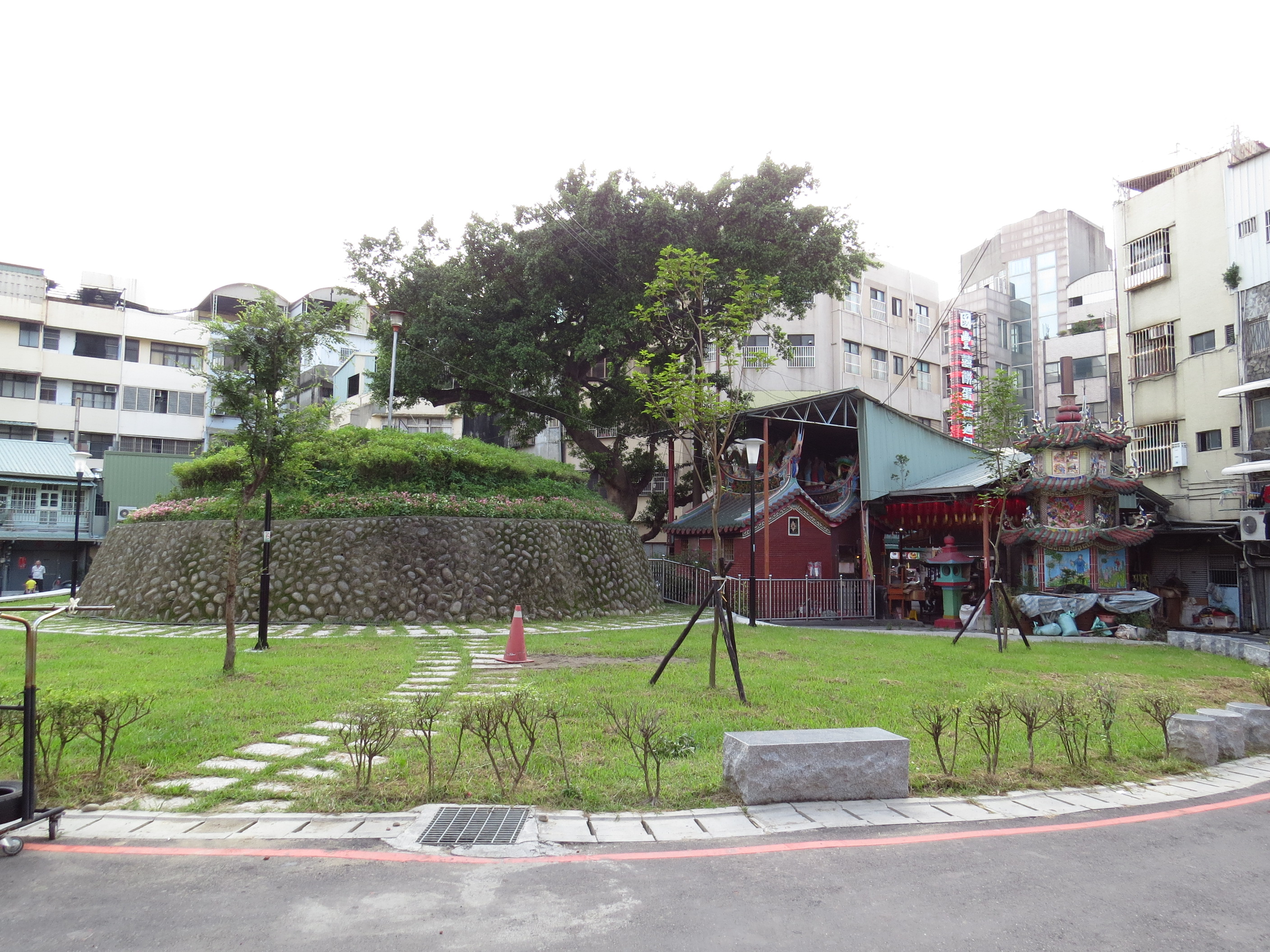
葫蘆墩遺跡と大街尾福徳祠

- 廟東夜市（中国語版）
- 丘逢甲記念亭
- 台中市葫蘆墩文化中心（中国語版）
- 東豊自行車緑廊
- 后豊鉄馬道（中国語版）
- 豊原慈済宮（中国語版）
- 南陽広福宮
- 中正公園（中国語版）
- 大甲渓鉄橋

## 出身有名人
- ビビアン・スー - 女優、タレント
- 涂阿玉 - 女子プロゴルファー
- 黄玥珡 - 女子プロゴルファー